# (10797) Гватемала
(10797) Гватемала (исп. Guatemala) — типичный астероид главного пояса, который был открыт 4 апреля 1992 года американским астрономом Эриком Эльстом в обсерватории Ла-Силья и назван в честь Гватемалы, государства в Центральной Америке.

Орбита астероида Гватемала и его положение в Солнечной системе